# Rallye Safari 1972
Le Rallye Safari 1972 (20th East African Safari), disputé du 30 mars au 3 avril 1972, est la dix-neuvième manche du Championnat international des marques (IRC) courue depuis 1970 et la troisième manche du Championnat international des marques 1972.

## Contexte avant la course

### Le championnat international des rallyes pour marques
Alors que le championnat d'Europe des rallyes pour conducteurs fut créé en 1953, ce n'est que quinze ans plus tard, en 1968 qu'apparut le championnat d'Europe des rallyes pour marques (ERC), Ford devenant cette année-là le premier constructeur titré dans la discipline. En 1970, le championnat devint intercontinental et fut rebaptisé championnat international des rallyes pour marques (IRCM) en intégrant une épreuve africaine, le Safari, le Rallye du Maroc venant s'ajouter à son calendrier dès l'année suivante. Le calendrier 1972 comprend dix manches (sept en Europe, deux en Afrique et une en Amérique du Nord). Le barème d'attribution des points vient d'être modifié, correspondant à celui prévu pour le futur championnat du monde des rallyes qui sera mis en place en 1973. Les épreuves sont réservées aux catégories suivantes :
- Groupe 1 : voitures de tourisme de série
- Groupe 2 : voitures de tourisme spéciales
- Groupe 3 : voitures de grand tourisme de série
- Groupe 4 : voitures de grand tourisme spéciales

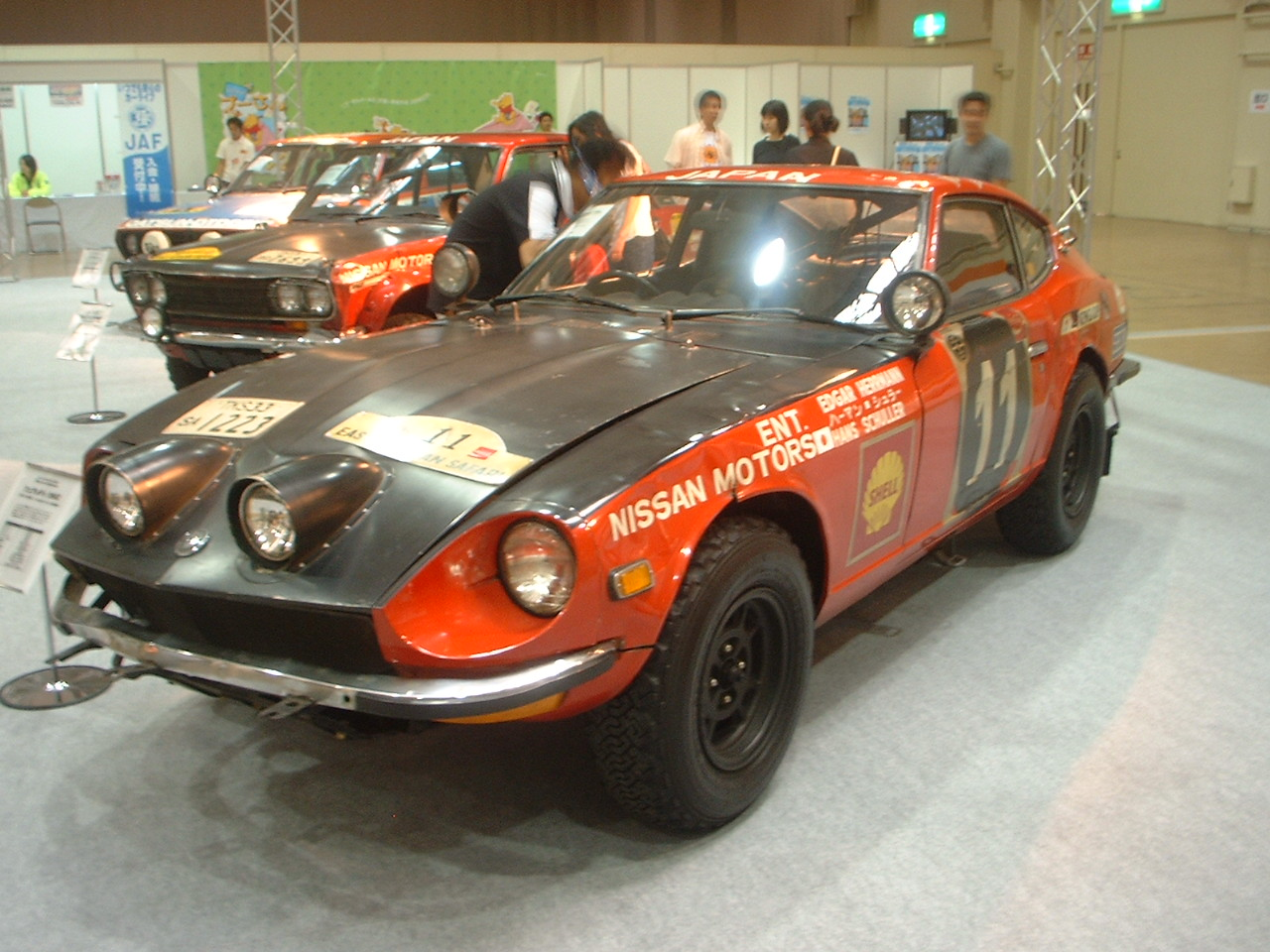
La Datsun 240Z de l'équipage Edgar Herrmann/Hans Schüller, victorieuse de l'East African Safari en 1971.

Après une saison 1971 dominée par Alpine-Renault, vainqueur de cinq des neuf manches disputées, l'année 1972 s'annonce plus ouverte après la débâcle du constructeur dieppois au Rallye Monte-Carlo, remporté par la Lancia de Sandro Munari. Après les deux premières manches, Lancia et Porsche (dont les voitures se sont classées deux fois à la seconde place) sont au coude-à-coude, le constructeur italien comptant deux points d'avance sur son rival allemand, ce dernier pouvant cependant espérer reprendre la main au Safari, épreuve sur laquelle la marque turinoise a fait l'impasse.

### L'épreuve
C'est en 1953 que fut créé le 'Coronation Safari', en hommage à Élisabeth II à la veille de son couronnement. Disputée sur les pistes du Kenya, de la Tanzanie et de l'Ouganda, alors états coloniaux de l'Empire britannique, l'épreuve attira rapidement les importateurs locaux puis directement les constructeurs, soucieux de démontrer l'endurance et la robustesse de leurs modèles face aux difficultés du parcours. Une préparation particulière des véhicules est d'ailleurs nécessaire afin de leur permettre d'affronter rocaille, ornières, bourbiers ou gués jalonnant les routes empruntées. Le terrain est très varié, la moyenne entre deux points de contrôle horaire allant de 40 à 160 km/h. Rebaptisé 'East African Safari' en 1960, il se court généralement durant la période de Pâques. Depuis 1970, il est intégré au calendrier du Championnat international des marques. Si Peugeot, avec quatre succès acquis entre 1963 et 1968, y détient le record de victoires, c'est désormais la marque japonaise Datsun qui fait figure de favorite, après avoir remporté les deux dernières éditions.

## Le parcours
- départ : 30 mars 1972 de Dar es Salam
- arrivée : 3 avril 1972 à Dar es Salam
- distance : 6300 km, avec 48 points de contrôle horaire
- surface : boue, terre et rocaille
- Parcours divisé en cinq étapes[4]

### Première étape
Dar es Salam - Morogoro - Dodoma - Nairobi, 8 points de contrôle, du 30 mars à 12h au 31 mars à 01h

### Deuxième étape
Nairobi - Kakamega - Jinja - Kampala, 8 points de contrôle, le 31 mars, de 06h à 14h

### Troisième étape
Kampala - Eldoret - Nakuru - Nairobi, 15 points de contrôle, du 31 mars à 22h au 1er avril à 18h

### Quatrième étape
Nairobi - Ndi - Mombasa, 7 points de contrôle, le 2 avril, de 06h à 11h30

### Cinquième étape
Mombasa - Korogwe - Bagamoyo - Dar es Salam, 10 points de contrôle, du 2 avril à 15h au 3 avril à 7h30

## Les forces en présence
- Datsun

Le constructeur japonais a engagé officiellement trois coupés 240Z Groupe 4 ainsi qu'une berline 1800 SSS Groupe 2, évolution de la 1600 SSS victorieuse deux ans auparavant. Les coupés, à transmission classique, pèsent un peu moins d'une tonne. Leur moteur six cylindres de deux litres et demi développe 215 chevaux. Ils sont confiés aux équipages Rauno Aaltonen/Tony Fall, Shekhar Mehta/Lofty Drews et Edgar Herrmann/Hans Schüller. La berline, à moteur quatre cylindres de 1800 cm3, dispose d'environ 170 chevaux. Après les premiers essais, ses carburateurs ont dû être remplacés par un système d'injection, mieux adapté aux variations d'altitude. Elle est aux mains d'Ove Andersson, qui est secondé par John Davenport. Les Datsun utilisent habituellement des pneus Dunlop mais, à la suite de problèmes de déchapage rencontrés durant les reconnaissances sur les secteurs rapides, elles pourront également disposer de pneus Sears Roebuck. De très nombreux équipages privés prennent le départ sur des 1600 SSS (notamment les Kenyans Mike Kirkland/Paolo Conoglio ou les Tanzaniens Zully Remtulla/Nizar Jivani), aussi Datsun représente-t-il la moitié du plateau.
- Ford

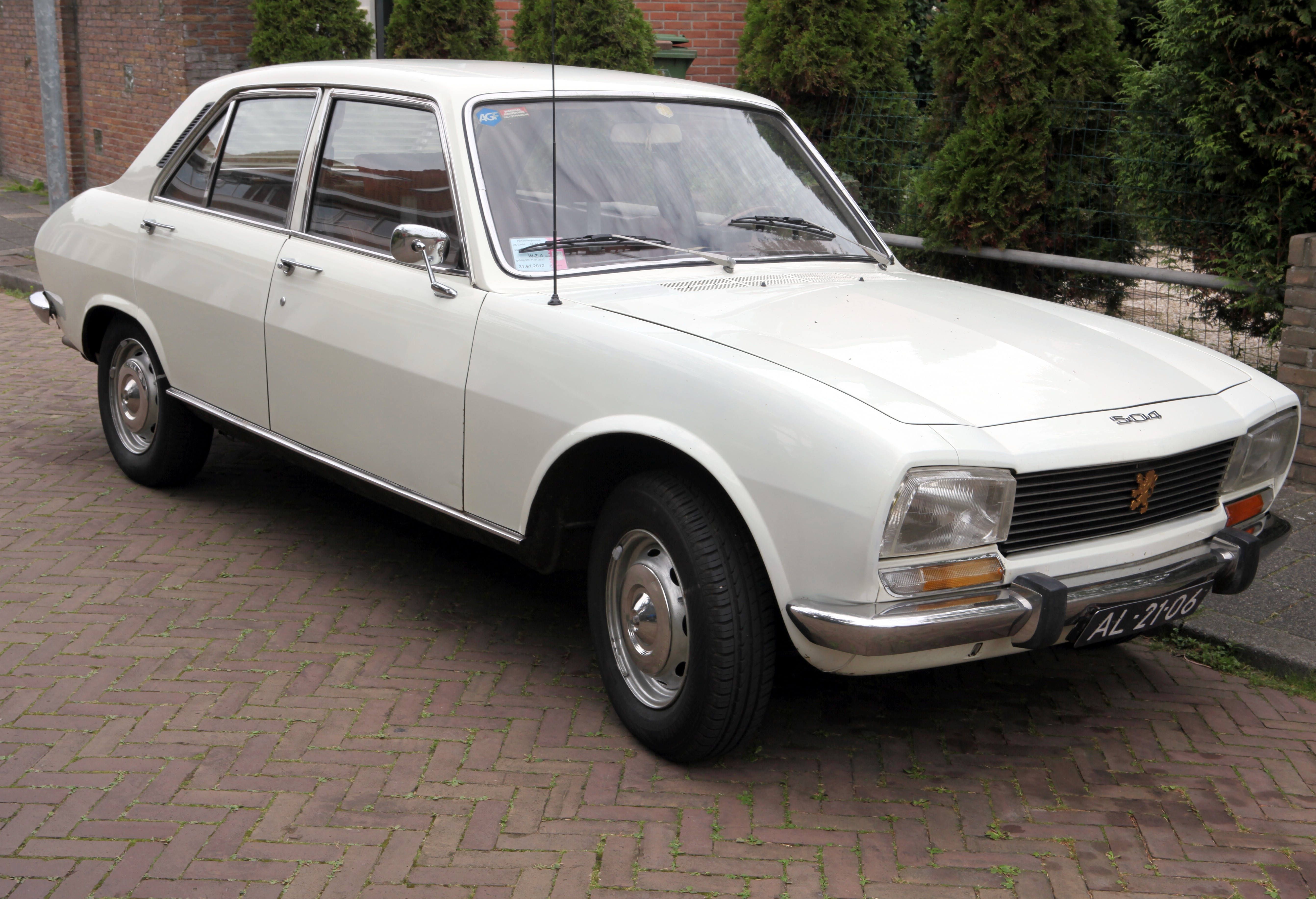
Les Peugeot 504 engagées pour la course ne sont guère différentes de ce modèle de série.

Basée à Boreham, la filiale britannique de Ford a soigneusement préparé, sous la direction de Stuart Turner, sa participation à l'épreuve africaine. 55 personnes composent le personnel d'assistance, qui comprend 10 voitures et un avion. Cinq Escort RS1600 groupe 2 ont été engagées, pour les équipages Hannu Mikkola/Gunnar Palm, Joginder Singh/Harbhajan Saimbi, Vic Preston Jr/Bev Smith, Peter Shiyukah/David Ndambo et Robin Hillyar/Mark Birley. Ces berlines à transmission classique sont motorisée par un quatre cylindres Cosworth BDA de 1798 cm3 dérivé de celui de l'Escort Mexico. Leur puissance est supérieure à 210 chevaux. Équipées d'une boîte cinq vitesses ZF, elles pèsent 915 kg et sont chaussées de pneus Dunlop.
- Peugeot

Marshalls Ltd, l'importateur kenyan du constructeur français, a engagé trois 504 Groupe 2 pour Hugh Lionnet/Philip Hechle, Nick Nowicki/John Aird et Roger Harris/Peter Austin. Engagé par Tanganyka Motors, l'équipage Bert Shankland/Chris Bates, qui dispose d'un modèle identique, bénéficie également de l'assistance de Marshalls. Ces berlines de 1300 kg, à transmission classique, sont dotées d'un moteur quatre cylindres de deux litres, alimenté par injection. Leur puissance est de l'ordre de 110 chevaux. Alors que les trois voitures officielles ont des pneus Michelin, celle de Shankland utilise des Dunlop.
- Porsche

Le champion d'Europe Sobiesław Zasada a engagé sa Porsche 911 S Groupe 4, bénéficiant d'une préparation usine. Il est assisté par le personnel de l'importateur local Volkswagen-Porsche. Coupé à moteur six cylindres en porte-à-faux arrière, la 911 S pèse un peu plus d'une tonne. La puissance du moteur de deux litres et demi est de l'ordre de 250 chevaux. Zasada utilise des pneus Dunlop.
- Fiat

Le grand constructeur turinois a préparé une 125 Special Groupe 2 pour l'équipage Raffaele Pinto/Marcello Biondi. Elle est chaussée de pneus Pirelli. Le pilote privé Robin Ulyate, secondé par Ivan Smith, dispose d'un modèle identique, préparé localement.
- Triumph

Brian Culcheth et Lofty Drews prennent le départ sur une Triumph 2.5 PI Groupe 2 privée.
- Renault

L'Australien Mal McPherson a engagé sa Renault 12 Gordini Groupe 2 personnelle. Il sera le copilote de son compatriote Bob Watson.
- Holden

Trois Holden Torana GTR Groupe 2 (transmission classique, moteur six cylindres de 2600 cm3) seront au départ.
- Alpine-Renault

La marque dieppoise avait envisagé l'engagement de trois Alpine A110 1600 S Groupe 4. Elles devaient être pilotées par Ove Andersson, Jean-Luc Thérier et Jean-Pierre Nicolas, mais ce projet a été annulé avant que ne commencent les reconnaissances de l'épreuve africaine.

## Déroulement de la course

### Première étape
Les premiers concurrents s'élancent de Dar es Salam le jeudi midi. Il ne pleut presque plus mais les trombes d'eau tombées la veille ont transformé une partie des pistes en bourbiers. Ayant évité les principaux pièges, Raffaele Pinto (Fiat 125) et Hugh Lionnet (Peugeot 504) vont être les moins pénalisé dans le premier secteur, traversant les collines de Pugu, prenant le commandement de la course avec une minute d'avance sur la Ford Escort de Timo Mäkinen et deux sur celle d'Hannu Mikkola, à égalité avec la 504 de Bert Shankland. Certaines voitures sont restées enlisées plusieurs heures, telle la Fiat de Robin Ulyate ; ayant perdu plus de trois heures avant de pouvoir reprendre la route, Ulyate ne parviendra pas à rallier Nairobi dans les délais et sera déclaré hors course. Bien que toujours très boueux, les tronçons suivants se révèlent toutefois plus roulants. Dans ces conditions, les pilotes Ford se montrent les plus rapides, Mäkinen prenant la tête devant ses coéquipiers Joginder Singh et Mikkola. Singh va cependant être bientôt retardé par la perte d'une biellette de suspension, un incident qui lui vaut une heure et demie de pénalité routière. Mäkinen et Mikkola mènent alors devant la Datsun d'Edgar Herrmann. L'équipe Peugeot doit faire face à de nombreux problèmes : Shankland doit faire vérifier sa boîte de vitesse tandis que Lionnet se retrouve sans freins et que Nick Nowicki abandonne, culasse explosée (son moteur avait exagérément chauffé après une sortie de route ayant causé l'éclatement du radiateur). Les Ford ne sont pas épargnées, la perte d'une roue arrière (goujons cisaillés) coûte une heure et demie à Mäkinen ; Mikkola est désormais premier, devant Herrmann, mais peu avant Nairobi il heurte un talus et ouvre le train avant de sa Ford, perdant une demi-heure. C'est finalement la Datsun d'Herrmann (parfois relayé au volant par son copilote Hans Schüller) qui termine en tête la première étape, avec vingt minutes d'avance sur l'Escort de Mikkola et vingt-trois sur celle de Vic Preston Jr. Auteur d'un début de course prudent au volant de sa Porsche, Sobiesław Zasada est quatrième, six minutes plus loin, juste devant la Datsun de Shekhar Mehta. Tout d'abord retardé à cause d'un problème d'alimentation,  Ove Andersson a ensuite perdu tout son carburant à cause d'un bouchon mal fermé, un incident lui coûtant plus d'une heure. Il s'est ensuite fait surprendre par un arbre disposé en travers de la piste à la sortie d'un virage ; il n'a pu l'éviter, éclatant deux pneus et endommageant le train avant de sa Datsun. Il est tout de même parvenu à rallier Nairobi dans les délais autorisées, mais a sombré dans les profondeurs du classement. Premier leader, Pinto a abandonné après être sorti de la route, tout comme Singh. Il ne reste plus que quarante-deux équipages en lice.

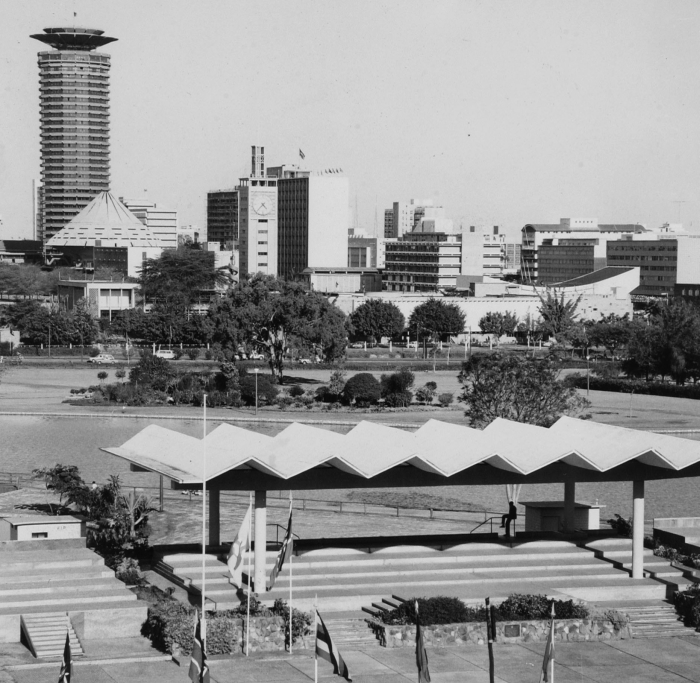
Capitale du Kenya, Nairobi est le point central du Rallye Safari.

| Pos. | Pilote           | Copilote      | Voiture            | Groupe | Pénalisations | Écart        |
| ---- | ---------------- | ------------- | ------------------ | ------ | ------------- | ------------ |
| 1    | Edgar Herrmann   | Hans Schüller | Datsun 240Z        | 4      | 2 h 30 min    |              |
| 2    | Hannu Mikkola    | Gunnar Palm   | Ford Escort RS1600 | 2      | 2 h 50 min    | + 20 min     |
| 3    | Vic Preston Jr   | Bev Smith     | Ford Escort RS1600 | 2      | 2 h 53 min    | + 23 min     |
| 4    | Sobiesław Zasada | Marian Bień   | Porsche 911 S      | 4      | 2 h 59 min    | + 29 min     |
| 5    | Shekhar Mehta    | Lofty Drews   | Datsun 240Z        | 4      | 3 h 00 min    | + 30 min     |
| 6    | Bert Shankland   | Chris Bates   | Peugeot 504        | 2      | 3 h 11 min    | + 41 min     |
| 7    | Rauno Aaltonen   | Tony Fall     | Datsun 240Z        | 4      | 3 h 24 min    | + 54 min     |
| 8    | Viju Sidpra      | Chris Shaw    | Datsun 1800 SSS    | 2      | 3 h 40 min    | + 1 h 10 min |
| 8=   | Hugh Lionnet     | Philip Hechle | Peugeot 504        | 2      | 3 h 40 min    | + 1 h 10 min |
| 10   | Timo Mäkinen     | Henry Liddon  | Ford Escort RS1600 | 2      | 3 h 45 min    | + 1 h 15 min |

### Deuxième étape
Les équipages rescapés repartent de Nairobi le vendredi matin. Après la boue la veille, ils doivent désormais affronter chaleur et poussière sur les pistes menant en Ouganda. Au cours de cette courte étape, les pilotes des Datsun officielles vont tous être plus ou moins handicapés par des problèmes d'embrayage. Herrmann se maintient cependant en tête mais, à l'approche de Kampala, une double crevaison suivie peu après de l'éclatement d'un pneu sur une portion très rapide vont le faire chuter à la quatrième place. C'est donc Mikkola qui rallie en tête la capitale ougandaise, devant la Porsche de Zasada et l'Escort de son coéquipier Preston, premier pilote local.

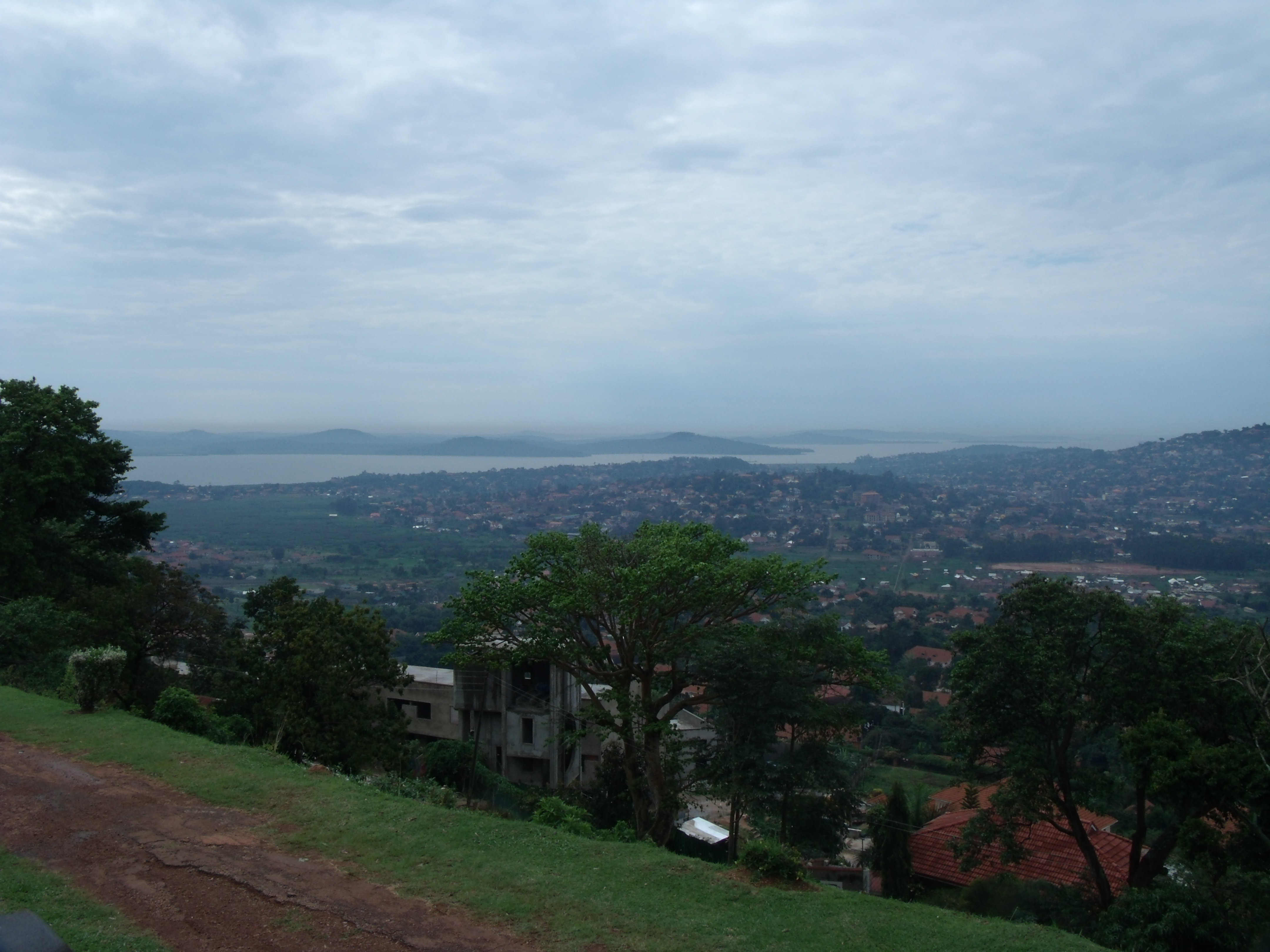
Kampala, terme de la deuxième étape.

| Pos. | Pilote           | Copilote      | Voiture            | Groupe |
| ---- | ---------------- | ------------- | ------------------ | ------ |
| 1    | Hannu Mikkola    | Gunnar Palm   | Ford Escort RS1600 | 2      |
| 2    | Sobiesław Zasada | Marian Bień   | Porsche 911 S      | 4      |
| 3    | Vic Preston Jr   | Bev Smith     | Ford Escort RS1600 | 2      |
| 4    | Edgar Herrmann   | Hans Schüller | Datsun 240Z        | 4      |
| 5    | Hugh Lionnet     | Philip Hechle | Peugeot 504        | 2      |
| 6    | Bert Shankland   | Chris Bates   | Peugeot 504        | 2      |

### Troisième étape
Les concurrents rescapés repartent de Kampala le vendredi soir, pour rejoindre Nairobi. Les pistes sont toujours très poussiéreuses. Ouvrant la route, Mikkola augmente régulièrement son avance sur Zasada, qui perd bientôt la deuxième place au profit de Preston, avant de se faire doubler par Herrmann qui remonte en troisième position. Aux environs d'Eldoret, Mikkola va perdre près d'une heure, conservant cependant la première place devant son coéquipier. Très rapide en fin de parcours, Zasada repasse devant Herrmann, puis peu avant Nairobi reprend la seconde place à Preston, revenant à un quart d'heure de Mikkola qui a perdu quelques minutes supplémentaires à cause d'une crevaison. Si les quatre premiers se tiennent en une quarantaine de minutes, les autres concurrents, emmenés par l'Escort de Robin Hillyar (bien remonté après une première étape très difficile), sont beaucoup trop loin pour pouvoir jouer la victoire. Un accident à une intersection a sérieusement endommagé la 504 de Lionnet ; reparti après une très longue réparation, le Kenyan a ensuite renoncé le samedi après-midi, se trouvant hors délai. Accablés par les ennuis, les pilotes Datsun Shekhar Mehta et Rauno Aaltonen ont été lourdement pénalisés et accusent respectivement trois et quatre heures de retard.
| Pos. | Pilote           | Copilote      | Voiture            | Groupe | Pénalisations | Écart        |
| ---- | ---------------- | ------------- | ------------------ | ------ | ------------- | ------------ |
| 1    | Hannu Mikkola    | Gunnar Palm   | Ford Escort RS1600 | 2      | 6 h 06 min    |              |
| 2    | Sobiesław Zasada | Marian Bień   | Porsche 911 S      | 4      | 6 h 21 min    | + 15 min     |
| 3    | Vic Preston Jr   | Bev Smith     | Ford Escort RS1600 | 2      | 6 h 47 min    | + 41 min     |
| 4    | Edgar Herrmann   | Hans Schüller | Datsun 240Z        | 4      | 6 h 48 min    | + 42 min     |
| 5    | Robin Hillyar    | Mark Birley   | Ford Escort RS1600 | 2      | 7 h 47 min    | + 1 h 41 min |
| 6    | Rauno Aaltonen   | Tony Fall     | Datsun 240Z        | 4      | 7 h 59 min    | + 1 h 53 min |
| 7    | Bert Shankland   | Chris Bates   | Peugeot 504        | 2      | 8 h 31 min    | + 2 h 25 min |
| 8    | Shekhar Mehta    | Lofty Drews   | Datsun 240Z        | 4      | 9 h 24 min    | + 3 h 18 min |
| 9    | Roger Harris     | Peter Austin  | Peugeot 504        | 2      | 10 h 04 min   | + 3 h 58 min |
| 10   | Timo Mäkinen     | Henry Liddon  | Ford Escort RS1600 | 2      | 10 h 16 min   | + 4 h 10 min |

### Quatrième étape
Les équipages repartent de Nairobi le dimanche matin, en direction de l'Océan Indien. Relativement courte, cette étape va se dérouler sans incident notable pour les favoris, Herrmann reprenant toutefois la troisième place à Preston. Mikkola rallie Mombasa toujours en tête, avec désormais près d'une heure d'avance sur Zasada. Mehta a heurté un talus et perdu deux heures pour faire réparer la suspension de sa Datsun ; il a rétrogradé à la dixième place. Shankland a également perdu beaucoup du temps à cause d'un problème de différentiel autobloquant sur sa 504.
| Pos. | Pilote           | Copilote      | Voiture            | Groupe |
| ---- | ---------------- | ------------- | ------------------ | ------ |
| 1    | Hannu Mikkola    | Gunnar Palm   | Ford Escort RS1600 | 2      |
| 2    | Sobiesław Zasada | Marian Bień   | Porsche 911 S      | 4      |
| 3    | Edgar Herrmann   | Hans Schüller | Datsun 240Z        | 4      |
| 4    | Vic Preston Jr   | Bev Smith     | Ford Escort RS1600 | 2      |
| 5    | Robin Hillyar    | Mark Birley   | Ford Escort RS1600 | 2      |

### Cinquième étape

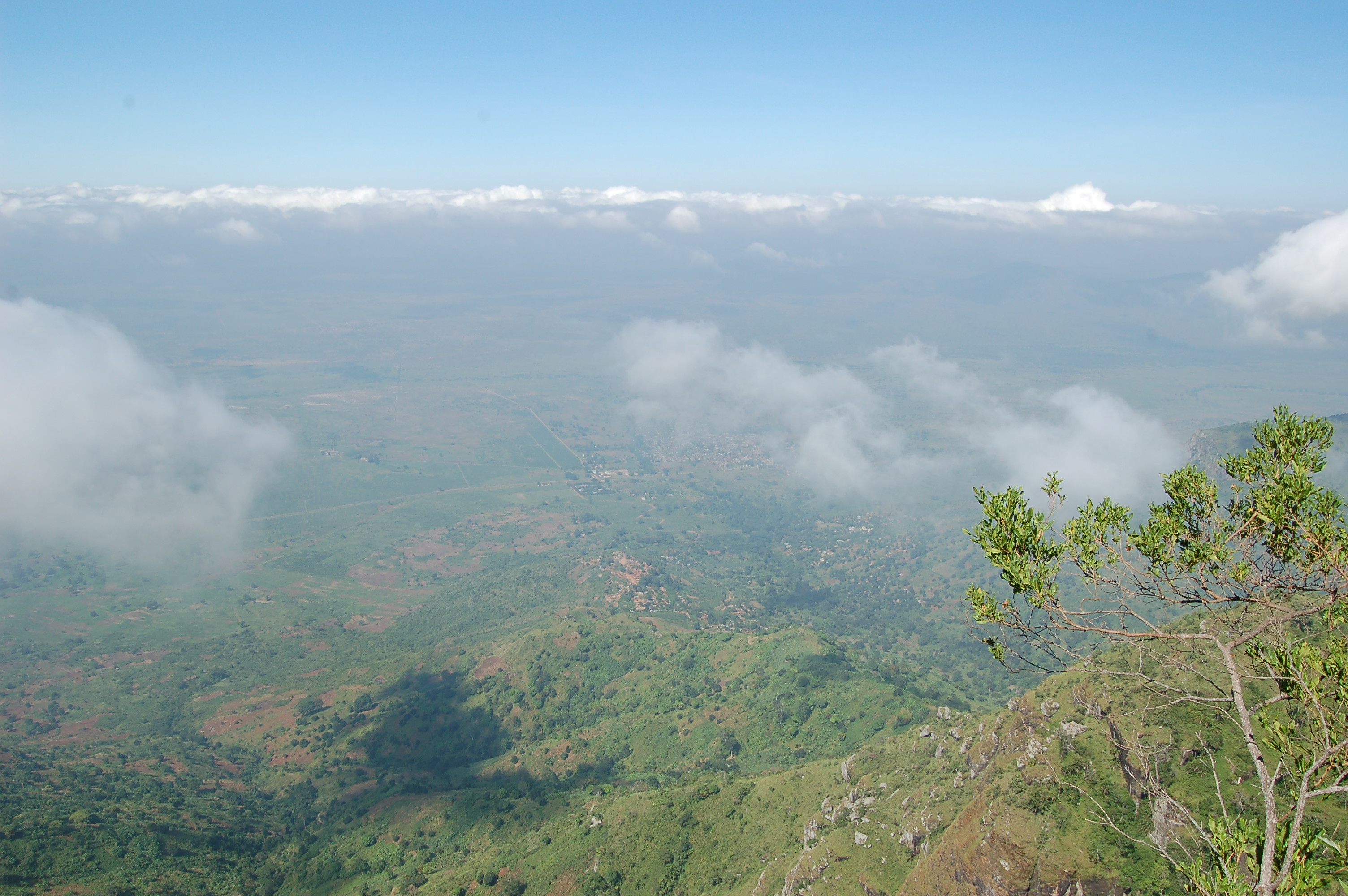
Les monts Usambara, une des dernières difficultés de l'épreuve.

Après quelques heures de repos, les concurrents reprennent la route en direction de la Tanzanie. Aussitôt la frontière passée, ils abordent les monts Usambara. Alors que Mikkola se contente désormais de contrôler l'écart sur Zasada, ce dernier attaque pour tenter de réduire son retard mais vers Mkomazi il perd le contrôle, sort de la piste et endommage le dessous de sa voiture. L'échappement est endommagé mais le remplacement ne lui coûte pas trop de temps. Peu après, dans les environs de Lushoto, il casse une roue sur une aspérité de la piste et sort à nouveau de la route. Par chance, seul le pare-brise a volé en éclats et la présence d'un tracteur sur place permet à l'équipage de reprendre la course, sans rétrograder au classement car Herrmann, qui le talonnait au départ de l'étape, a été pénalisé par des problèmes de suspension puis est sorti de la route dans partie montagneuse, chutant au cinquième rang. Zasada va désormais assurer sa deuxième place. Mäkinen et Aaltonen ont tous deux loupé un poste de contrôle et ont dû faire demi-tour pour s'y rendre, une erreur leur coûtant chacun quarante minutes. Après un dernier regroupement à Morogoro, les dix-huit voitures rescapées n'ont plus qu'à emprunter la belle route menant à Dar es Salam. Mikkola y effectue une entrée triomphale, devenant le premier Européen à s'imposer au Safari. Ford y remporte sa quatrième victoire, succès complété [ar les troisième et quatrième places respectives de Preston et Hillyar. La deuxième place de Zasada permet à Porsche de prendre la tête du classement provisoire du championnat international des marques. Vainqueur des deux éditions précédentes, Herrmann se classe seulement cinquième, juste devant son coéquipier Aaltonen. Accablées par les ennuis, les Peugeot ont fortement déçu, la mieux classée étant celle de Roger Harris, septième. Aucune voiture de série n'a atteint l'arrivée, la Datsun de Satwant Singh, restée longtemps seule en lice dans cette catégorie, ayant abandonné dans le dernier secteur.

### Classement général
| Pos | No | Pilote           | Copilote      | Voiture            | Pénalisations | Écart        | Groupe |
| --- | -- | ---------------- | ------------- | ------------------ | ------------- | ------------ | ------ |
| 1   | 7  | Hannu Mikkola    | Gunnar Palm   | Ford Escort RS1600 | 9 h 13 min    |              | 2      |
| 2   | 12 | Sobiesław Zasada | Marian Bień   | Porsche 911 S      | 9 h 41 min    | + 28 min     | 4      |
| 3   | 14 | Vic Preston Jr   | Bev Smith     | Ford Escort RS1600 | 9 h 43 min    | + 30 min     | 2      |
| 4   | 21 | Robin Hillyar    | Mark Birley   | Ford Escort RS1600 | 12 h 04 min   | + 2 h 51 min | 2      |
| 5   | 10 | Edgar Herrmann   | Hans Schüller | Datsun 240Z        | 12 h 47 min   | + 3 h 34 min | 4      |
| 6   | 5  | Rauno Aaltonen   | Tony Fall     | Datsun 240Z        | 12 h 59 min   | + 3 h 46 min | 4      |
| 7   | 35 | Roger Harris     | Peter Austin  | Peugeot 504        | 14 h 35 min   | + 5 h 22 min | 2      |
| 8   | 2  | Timo Mäkinen     | Henry Liddon  | Ford Escort RS1600 | 14 h 39 min   | + 5 h 26 min | 2      |
| 9   | 4  | Bert Shankland   | Chris Bates   | Peugeot 504        | 14 h 45 min   | + 5 h 32 min | 2      |
| 10  | 8  | Shekhar Mehta    | Lofty Drews   | Datsun 240Z        | 14 h 49 min   | + 5 h 36 min | 4      |

### Équipages de tête
- Raffaele Pinto -  Marcello Biondi (Fiat 125 S) &  Hugh Lionnet -  Philip Hechle (Peugeot 504) : C.H. n°2
- Timo Mäkinen -  Henry Liddon (Ford Escort RS1600) : du C.H. n°3 au C.H. n°4
- Hannu Mikkola -  Gunnar Palm (Ford Escort RS1600) : du C.H. n°5 au C.H. n°7
- Edgar Herrmann -  Hans Schüller (Datsun 240Z) : du C.H. n°8 au C.H. n°15
- Hannu Mikkola -  Gunnar Palm (Ford Escort RS1600) : du C.H. n°16 au C.H. n°48

## Résultats des principaux engagés
| No | Pilote              | Copilote         | Voiture             | Groupe | Classement général                       | Class. groupe |
| -- | ------------------- | ---------------- | ------------------- | ------ | ---------------------------------------- | ------------- |
| 1  | Ove Andersson       | John Davenport   | Alpine A110 1600 S  | 4      | Forfait                                  | -             |
| 2  | Timo Mäkinen        | Henry Liddon     | Ford Escort RS1600  | 2      | 8e à 5 h 26 min                          | 4e            |
| 3  | Ove Andersson       | John Davenport   | Datsun 1800 SSS     | 2      | 12e à 7 h 46 min                         | 8e            |
| 4  | Bert Shankland      | Chris Bates      | Peugeot 504         | 2      | 9e à 5 h 32 min                          | 6e            |
| 5  | Rauno Aaltonen      | Tony Fall        | Datsun 240Z         | 4      | 6e à 3 h 46 min                          | 3e            |
| 6  | Jean-Luc Thérier    | Claude Roure     | Alpine A110 1600 S  | 4      | Forfait                                  | -             |
| 7  | Hannu Mikkola       | Gunnar Palm      | Ford Escort RS1600  | 2      | 1er                                      | 1er           |
| 8  | Shekhar Mehta       | Lofty Drews      | Datsun 240Z         | 4      | 10e à 5 h 36 min                         | 4e            |
| 9  | Joginder Singh      | Harbhajan Saimbi | Ford Escort RS1600  | 2      | ab. dans la 1re étape (sortie de route)  | -             |
| 10 | Edgar Herrmann      | Hans Schüller    | Datsun 240Z         | 4      | 5e à 3 h 34 min                          | 2e            |
| 11 | Jean-Pierre Nicolas | Jean Todt        | Alpine A110 1600 S  | 4      | Forfait                                  | -             |
| 12 | Sobiesław Zasada    | Marian Bień      | Porsche 911 S       | 4      | 2e à 28 min                              | 1er           |
| 14 | Vic Preston Jr      | Bev Smith        | Ford Escort RS1600  | 2      | 3e à 30 min                              | 2e            |
| 16 | Peter Shiyukah      | David Ndambo     | Ford Escort RS1600  | 2      | ab. dans la 1re étape (transmission)     | -             |
| 18 | Hugh Lionnet        | Philip Hechle    | Peugeot 504         | 2      | ab. dans la 3e étape (suspension)        | -             |
| 19 | Raffaele Pinto      | Marcello Biondi  | Fiat 125 S          | 2      | ab. dans la 1re étape (sortie de route)  | -             |
| 20 | Stewart McLeod      | Peter Huth       | Holden Torana       | 2      | ab. dans la 1re étape (différentiel)     | -             |
| 21 | Robin Hillyar       | Mark Birley      | Ford Escort RS1600  | 2      | 4e à 2 h 51 min                          | 3e            |
| 23 | Brian Culcheth      | Lofty Drews      | Triumph 2.5 PI      | 2      | 13e à 10 h 20 min                        | 9e            |
| 24 | Nick Nowicki        | John Aird        | Peugeot 504         | 2      | ab. dans la 1re étape (culasse explosée) | -             |
| 25 | Evan Green          | George Shepheard | Holden Torana       | 2      | ab. dans la 1re étape (retrait)          | -             |
| 27 | Viju Sidpra         | Chris Shaw       | Datsun 1800 SSS     | 2      | ab. dans la 3e étape (hors délai)        | -             |
| 29 | Robin Ulyate        | Ivan Smith       | Fiat 125 S          | 2      | ab. dans la 1re étape (hors délai)       | -             |
| 30 | Bob Watson          | Mal McPherson    | Renault 12 Gordini  | 2      | ab. dans la 1re étape (sortie de route)  | -             |
| 31 | Mike Kirkland       | Paolo Conoglio   | Datsun 1600 SSS     | 2      | ab. dans la 1re étape (sortie de route)  | -             |
| 32 | Zully Remtulla      | Nizar Jivani     | Datsun 1600 SSS     | 2      | 11e à 7 h 30 min                         | 7e            |
| 35 | Roger Harris        | Peter Austin     | Peugeot 504         | 2      | 7e à 5 h 22 min                          | 4e            |
| 38 | Kim Kattende        | Peter Wekhomba   | Datsun 1600 SSS     | 2      | ab. dans la 1re étape (sortie de route)  | -             |
| 48 | Aziz Tejpar         | Natu Vadgama     | Daf 55              | 2      | ab. dans la 2e étape (poulie)            | -             |
| 56 | Philip Booth        | Nick McHardy     | Ford Escort TwinCam | 2      | ab. dans la 1re étape (enlisement)       | -             |
| 60 | Satwant Singh       | John Mitchell    | Datsun 1600 SSS     | 1      | ab. dans la 5e étape                     | -             |

## Classement du championnat à l'issue de la course
- attribution des points : 20, 15, 12, 10, 8, 6, 4, 3, 2, 1 respectivement aux dix premières marques de chaque épreuve (sans cumul, seule la voiture la mieux classée de chaque constructeur marque des points)[9].
- sur dix épreuves qualificatives prévues pour le championnat international des marques 1972, neuf seront effectivement courues : devant se dérouler du 19 au 24 juin, la 32e édition de la Coupe des Alpes sera annulée, faute d'un nombre suffisant de participants[10].

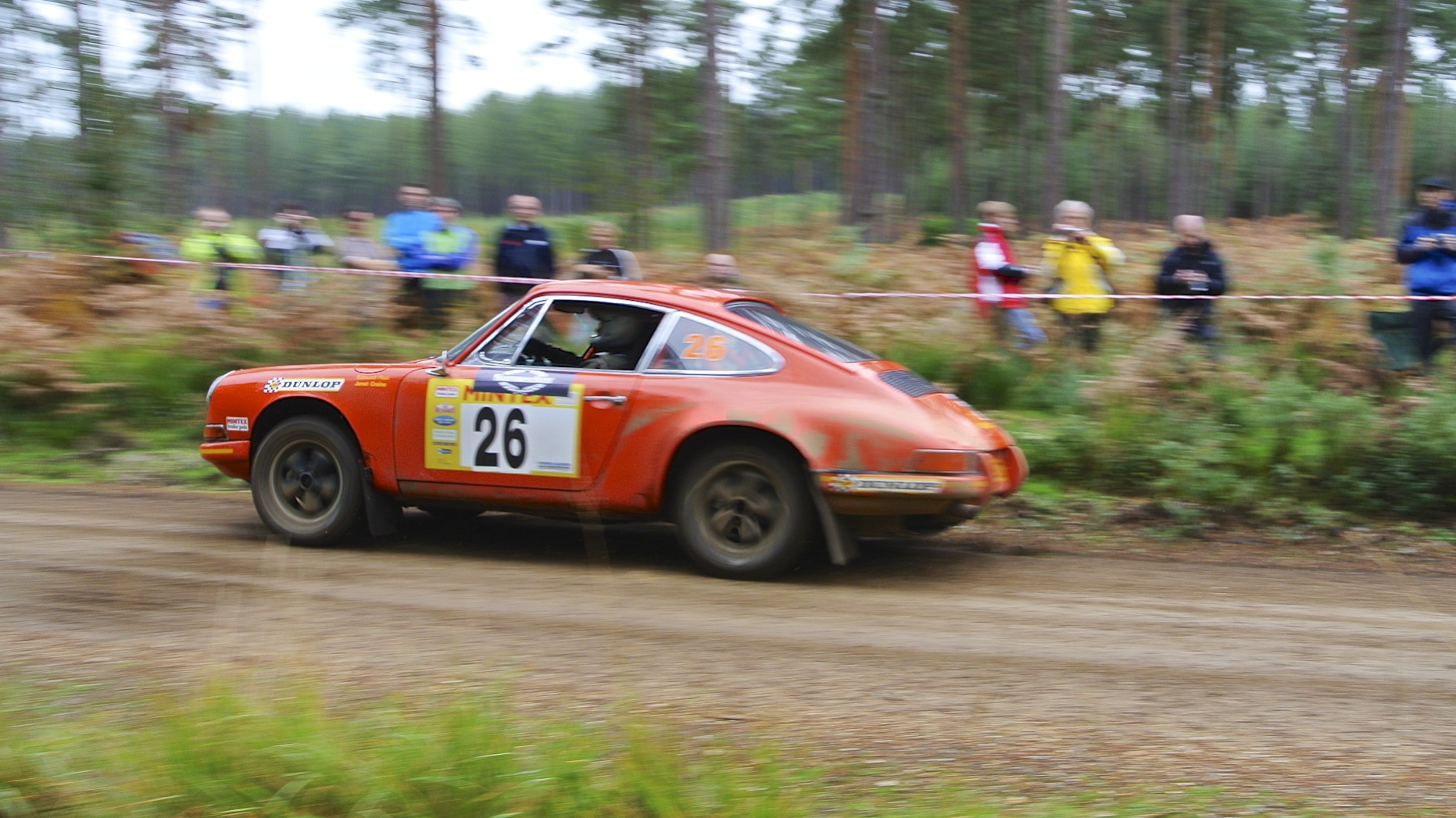
Une Porsche 911 S lors d'un rallye historique. Grâce à trois deuxièmes places consécutives, Porsche figure en tête du Championnat international des marques.

| Pos. | Marque         | Points | M-C | SUE | SAF | MAR | ACR | ALP | AUT | SAN | PRE | RAC |
| ---- | -------------- | ------ | --- | --- | --- | --- | --- | --- | --- | --- | --- | --- |
| 1    | Porsche        | 45     | 15  | 15  | 15  |     |     |     |     |     |     |     |
| 2    | Lancia         | 32     | 20  | 12  | -   |     |     |     |     |     |     |     |
| 3    | Ford           | 28     | 8   | -   | 20  |     |     |     |     |     |     |     |
| 4    | Saab           | 20     | -   | 20  | -   |     |     |     |     |     |     |     |
| 4=   | Datsun         | 20     | 12  | -   | 8   |     |     |     |     |     |     |     |
| 6    | Opel           | 12     | 2   | 10  | -   |     |     |     |     |     |     |     |
| 7    | BMW            | 6      | -   | 6   | -   |     |     |     |     |     |     |     |
| 8    | Alpine-Renault | 4      | 4   | -   | -   |     |     |     |     |     |     |     |
| 8=   | Peugeot        | 4      | -   | -   | 4   |     |     |     |     |     |     |     |
| 10   | Fiat           | 3      | 3   | -   | -   |     |     |     |     |     |     |     |